# Смолинская Выставка
Смолинская Выставка — деревня в Великоустюгском районе Вологодской области.
Входит в состав Парфёновского сельского поселения, с точки зрения административно-территориального деления — в Парфёновский сельсовет.
Расстояние по автодороге до районного центра Великого Устюга — 26,5 км, до центра муниципального образования Карасово — 15 км. Ближайшие населённые пункты — Конково, Горяево, Новое Рожково.
По переписи 2002 года население — 29 человек (15 мужчин, 14 женщин). Всё население — русские.